# Zbroja płytowa

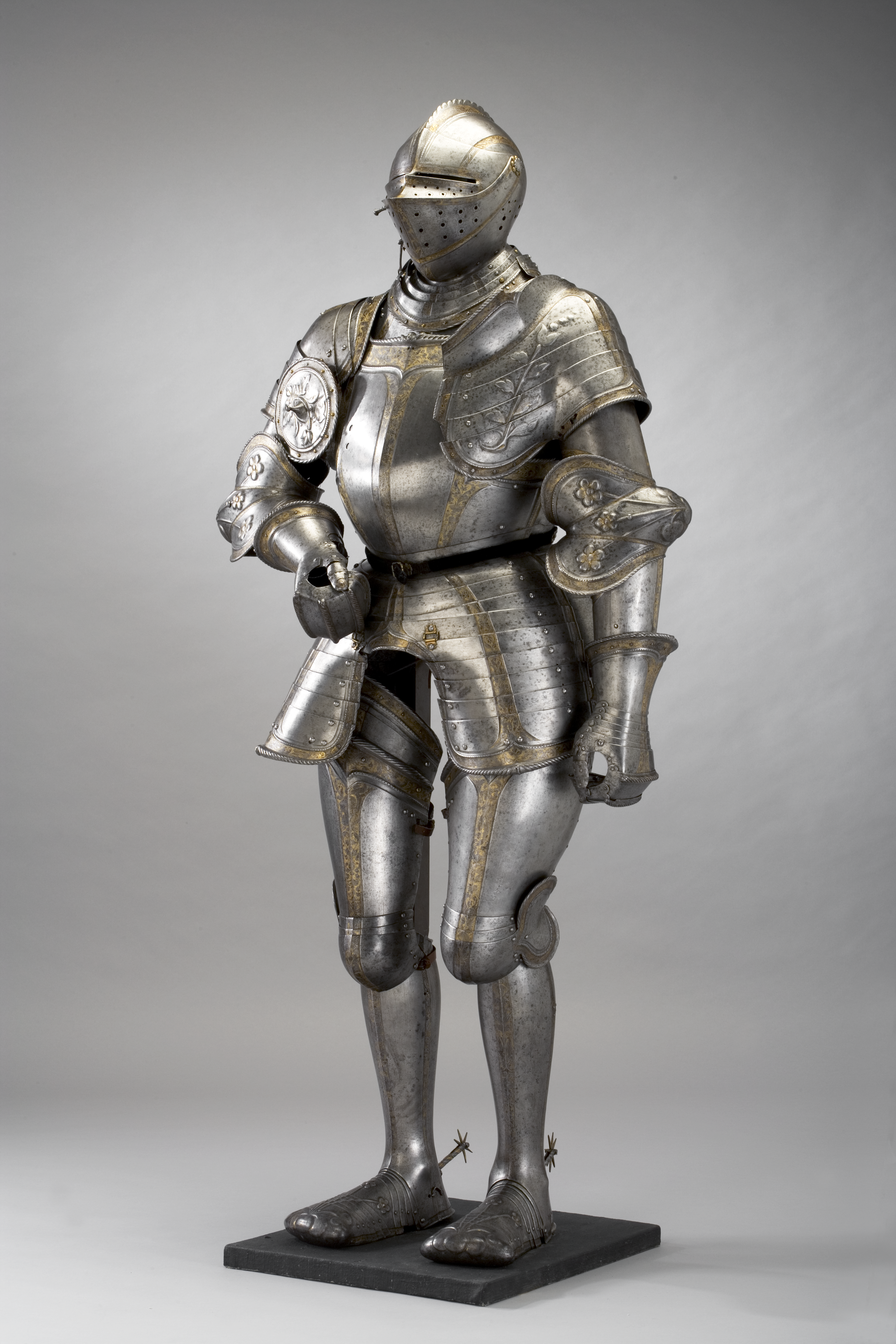
Pełna zbroja płytowa króla Gustawa I Wazy (ok. 1540 r.)

Zbroja płytowa – rodzaj zbroi wykonanej z kutych sztywnych płyt metalowych, używanej w zróżnicowanych formach od epoki brązu po współczesność. Szczególną popularnością cieszyła się w okresie późnego średniowiecza i renesansu.
Zbroja płytowa zapewniała lepszą ochronę niż kolczuga (zwłaszcza przed obrażeniami obuchowymi i kłutymi). Ponadto mimo większej wagi jej ciężar nie był tak dotkliwie odczuwalny, ponieważ równomiernie rozkładał się na całe ciało (w przypadku kolczugi spoczywał głównie na barkach). Wbrew popularnym mitom pełna zbroja płytowa zapewniała również stosunkowo dużą swobodę ruchów, umożliwiając dynamiczną walkę, a jej całkowita waga zazwyczaj nie przekraczała 20 kg (dla porównania pełne wyposażenie żołnierza piechoty polskiej z 1939 roku dochodziło do 30 kg).
Ze względu na jakość i metody wykonania zbroje płytowe podzielić można na zbroje: bojowe, turniejowe i ceremonialne.

## Historia
Powstanie zbroi płytowej miało związek z postępem w dziedzinie metalurgii, co umożliwiało wytwarzanie metalowych płyt o odpowiednio dużej powierzchni i wytrzymałości. Pierwsze zbroje tego typu pojawiły się już w środkowej epoce brązu w starożytnej Grecji i miały formę osłon ludzkiego korpusu wykonanych z brązu. Z czasem płyty zaczęto wykonywać z wytrzymalszej stali, pojawiały się również bardziej zaawansowane technologicznie konstrukcje jak np. lorica segmentata, używana przez rzymskich legionistów. Pełny rozwój zbroi płytowej przypadł jednak dopiero na okres europejskiego średniowiecza, osiągając szczytowy punkt rozwoju na przełomie XV i XVI wieku. Pojawiła się wtedy pełna zbroja płytowa, o zaawansowanej złożonej konstrukcji, zapewniającej pełną osłonę ciała użytkownika. Zbroja pełna szybko zyskała na popularności, jednak ze względu na znaczne koszty produkcji stać było na nią nielicznych, przez co pozostali stosowali zazwyczaj jedynie jej pojedyncze elementy (np. kirys, hełm, naramienniki itp.).
Wraz z rozwojem broni palnej zbroja zaczęła stopniowo tracić na znaczeniu, jednocześnie zaczęto rezygnować z jej poszczególnych elementów, zmniejszając zakres ochrony, lecz zwiększając mobilność. Ostatecznie pozostawiono jedynie kirys i hełm, które przetrwały na wyposażeniu jazdy ciężkiej (kirasjerów) aż do początku XX wieku. W charakterze bojowym zbroja płytowa w formie pancerza okopowego pojawiła się jeszcze na krótko w czasie I wojny światowej, stanowiąc wyposażenie obserwatorów na wysuniętych posterunkach, chroniąc ich przed odłamkami. Obecnie zbroje używane są jedynie w charakterze ceremonialnym (np. przez niektóre kompanie reprezentacyjne) lub przez rekonstruktorów historycznych w inscenizacjach.

## Budowa
Budowa pełnej zbroi płytowej:
- 1 hełm
- 2 obojczyk
- 3 tarczka opachowa
- 4 kirys (napierśnik + naplecznik)
- 5 fartuch
- 6 taszka
- 7–10 naręczak:
  - 7 naramiennik
  - 8 opacha
  - 9 nałokcica
  - 10 zarękawie
- 11 rękawica
- 12–15 bigwanty:
  - 12 nabiodrek
  - 13 nakolanek
  - 14 nagolennik
  - 15 trzewik

## Przykłady

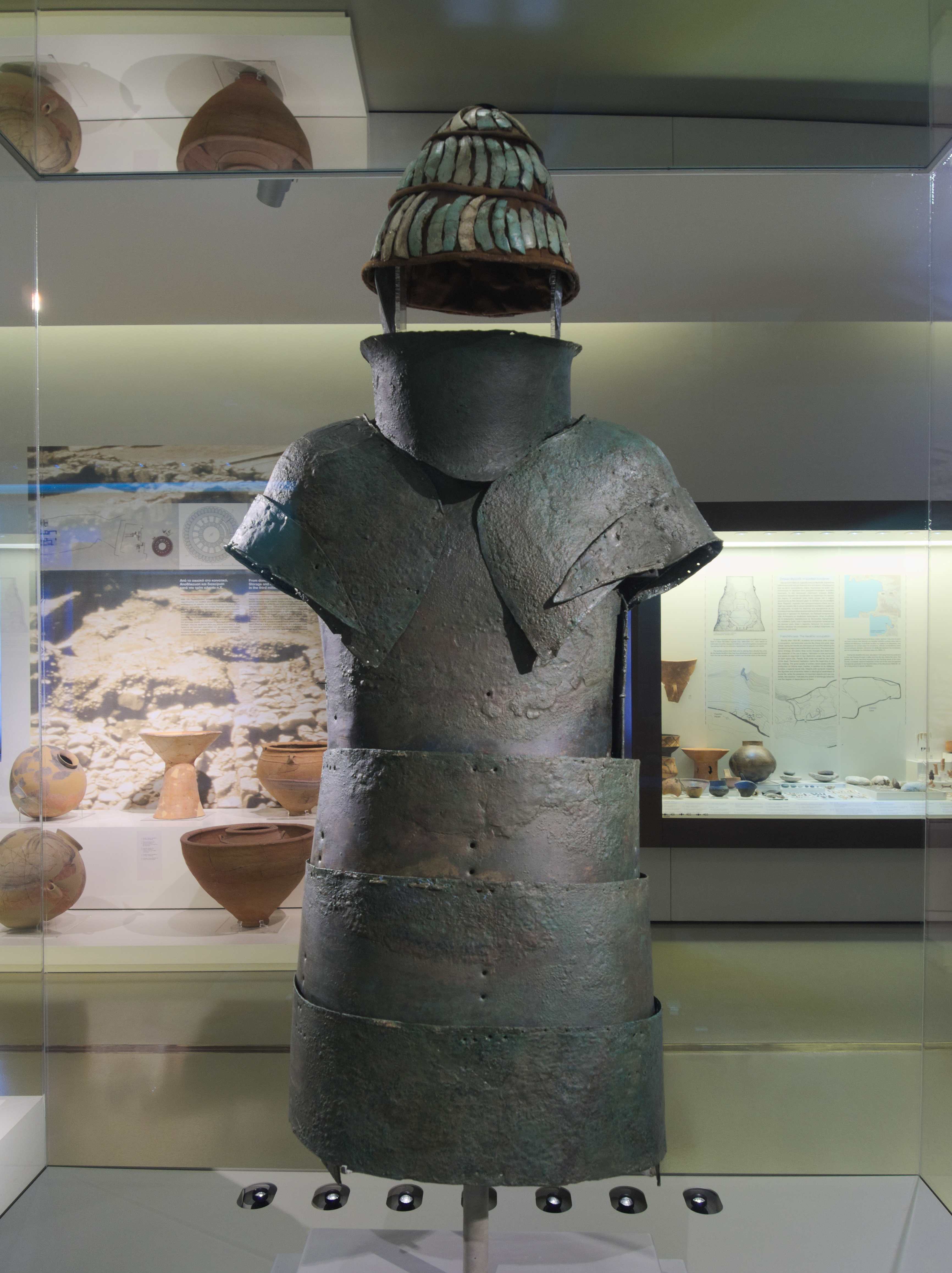
Mykeńska zbroja z Dendry (XIV w. p.n.e.)
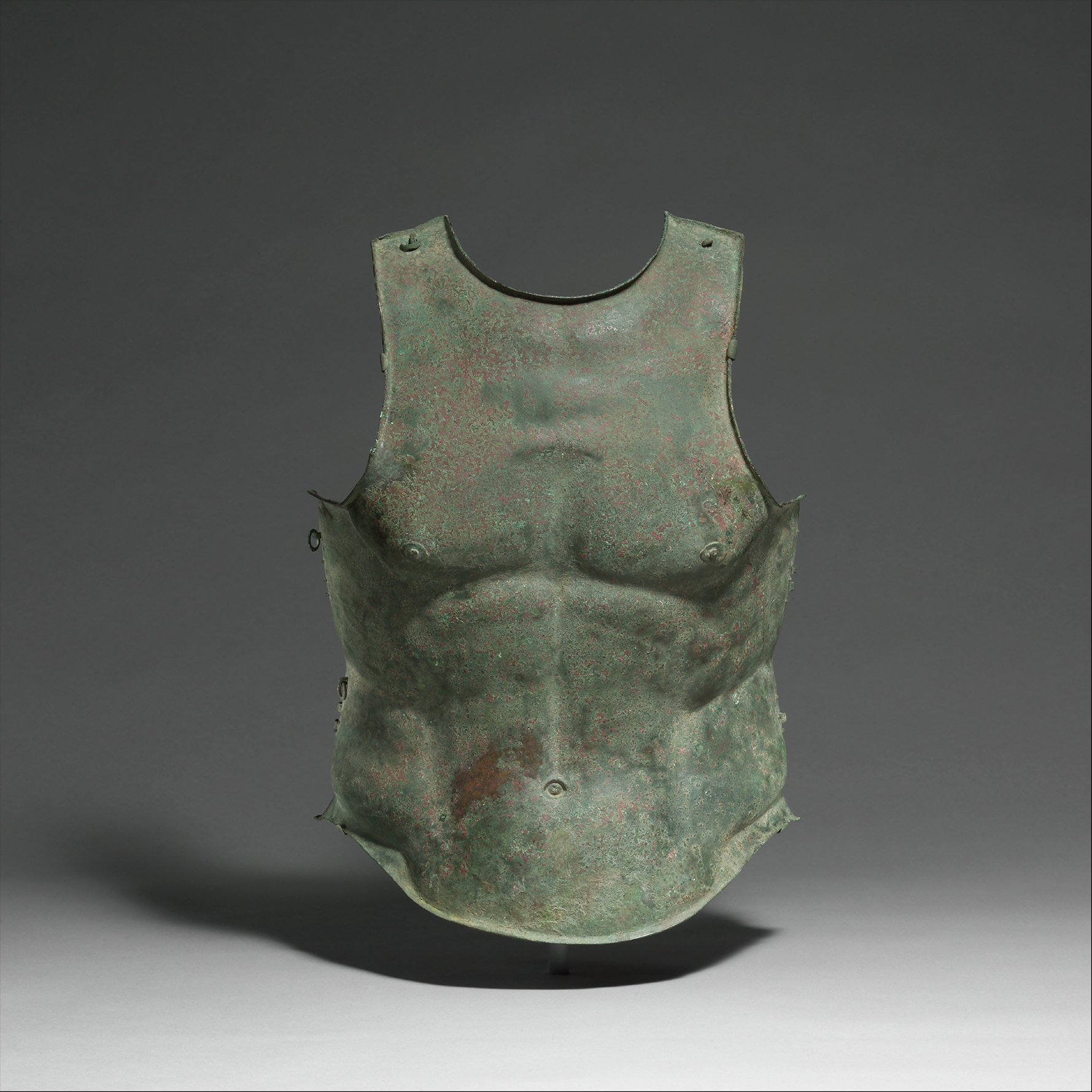
Grecki chalkochidon (IV w. p.n.e.)
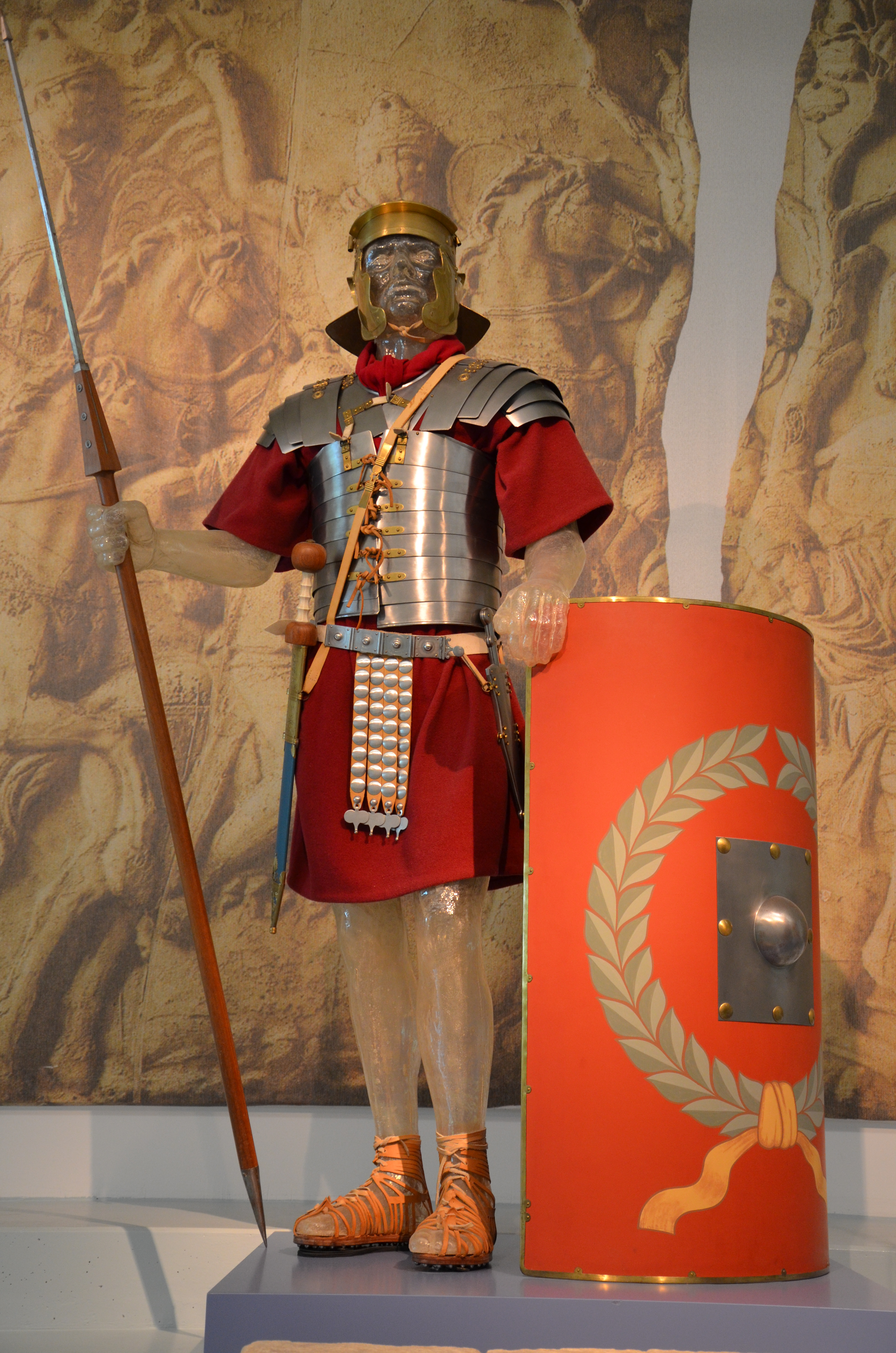
Rzymska lorica segmentata (I - III w. n.e.)[a]
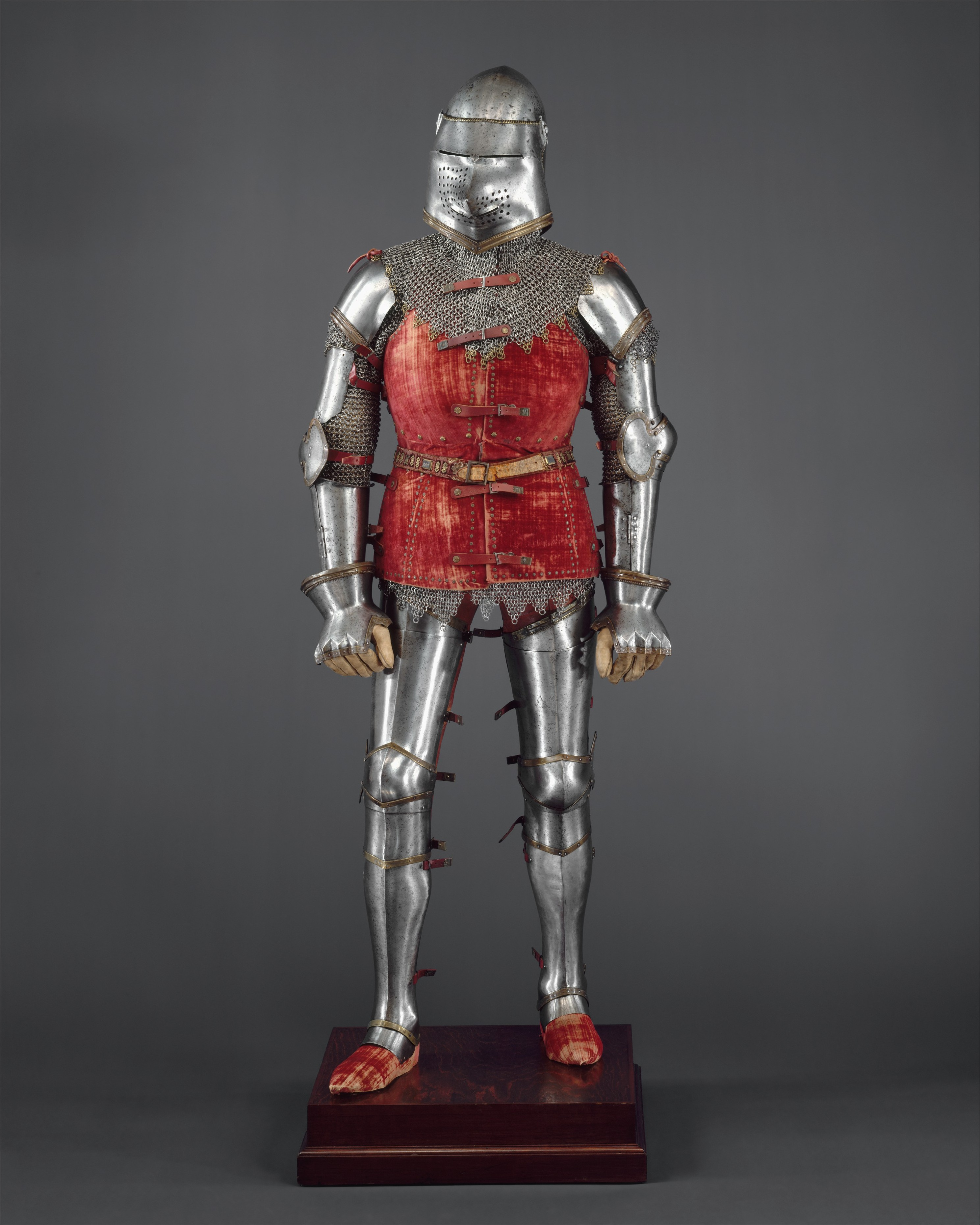
Zbroja kryta XV w.
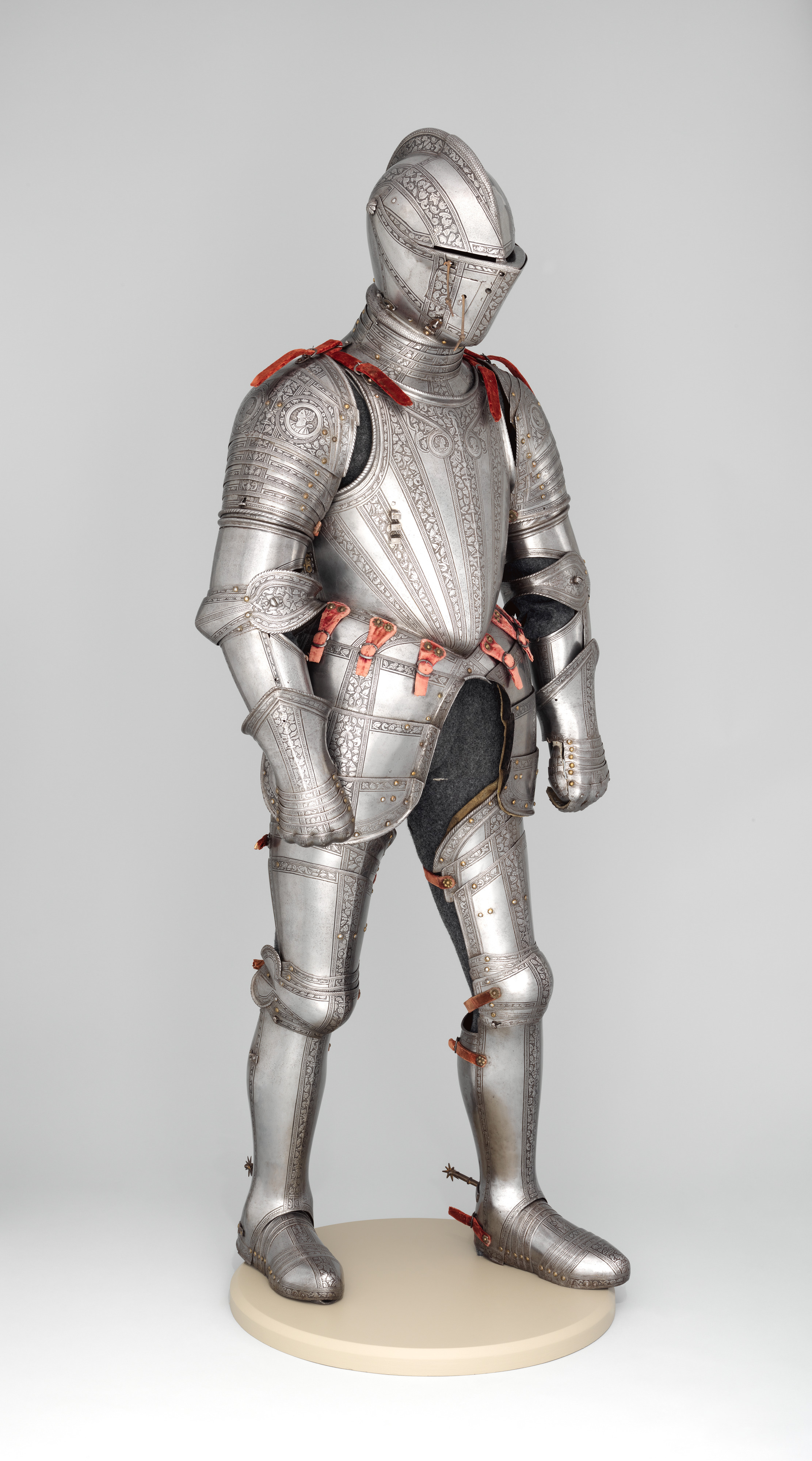
Zbroja biała XVI w.
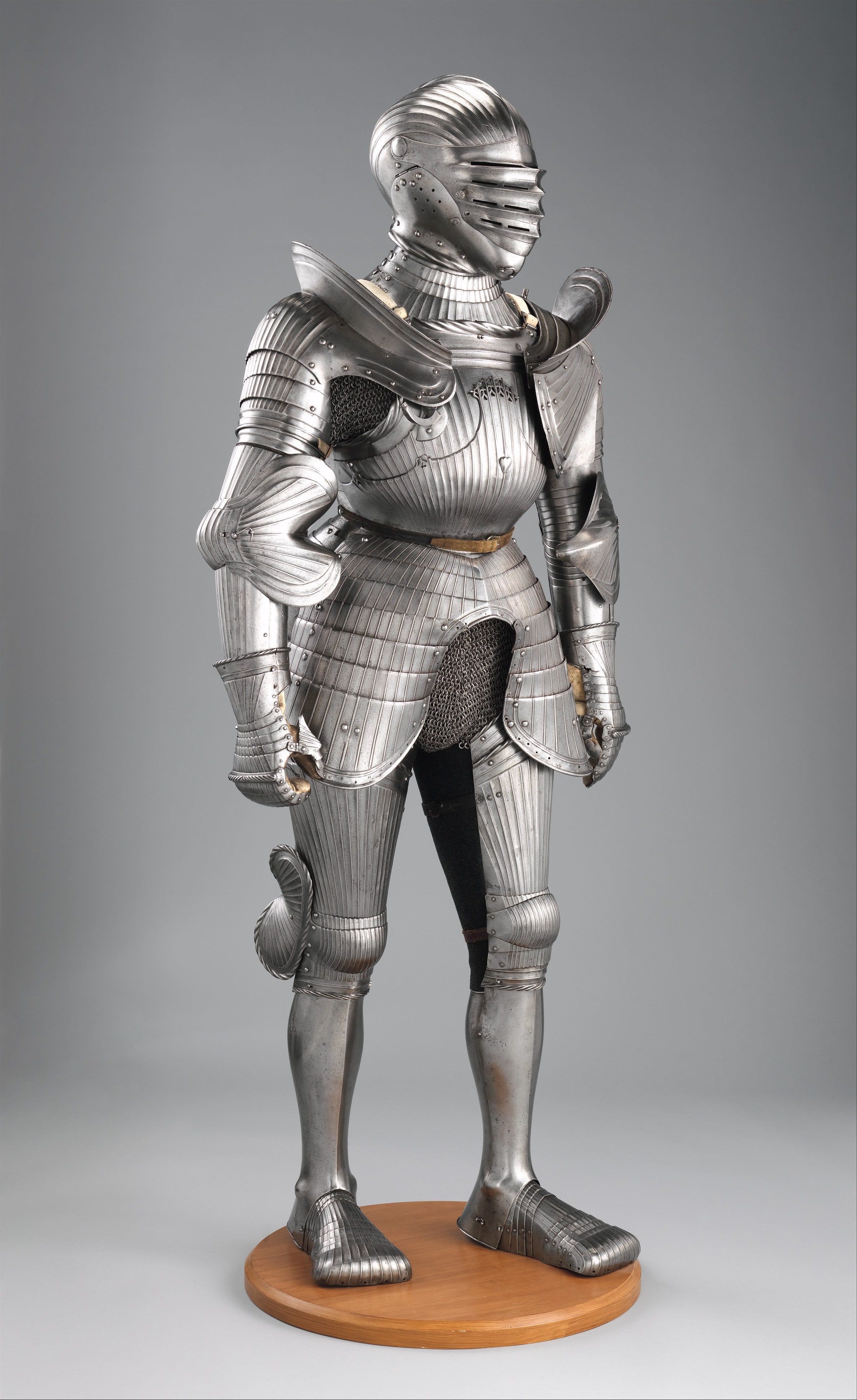
Zbroja maksymiliańska XVI w.
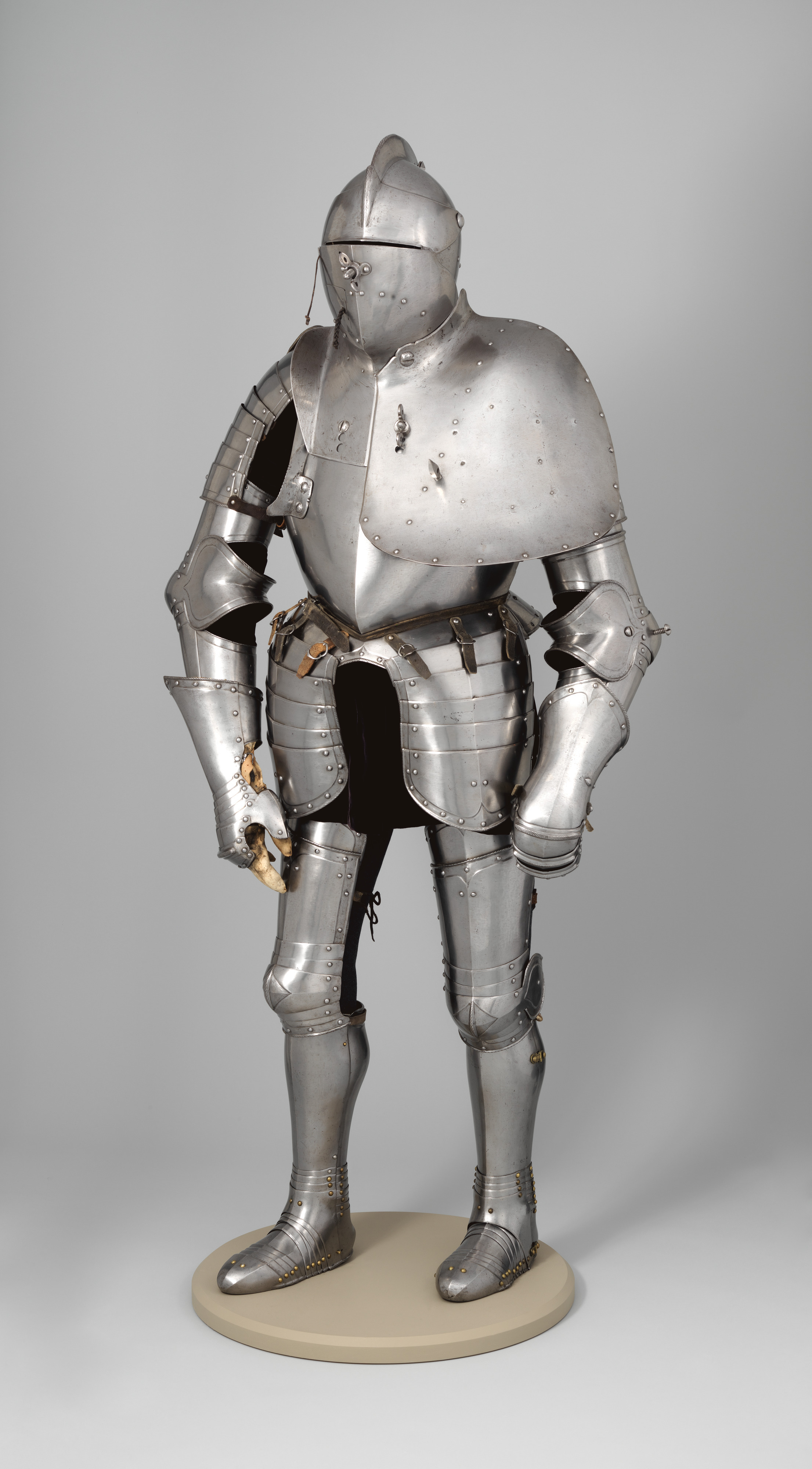
Zbroja turniejowa XVI w.
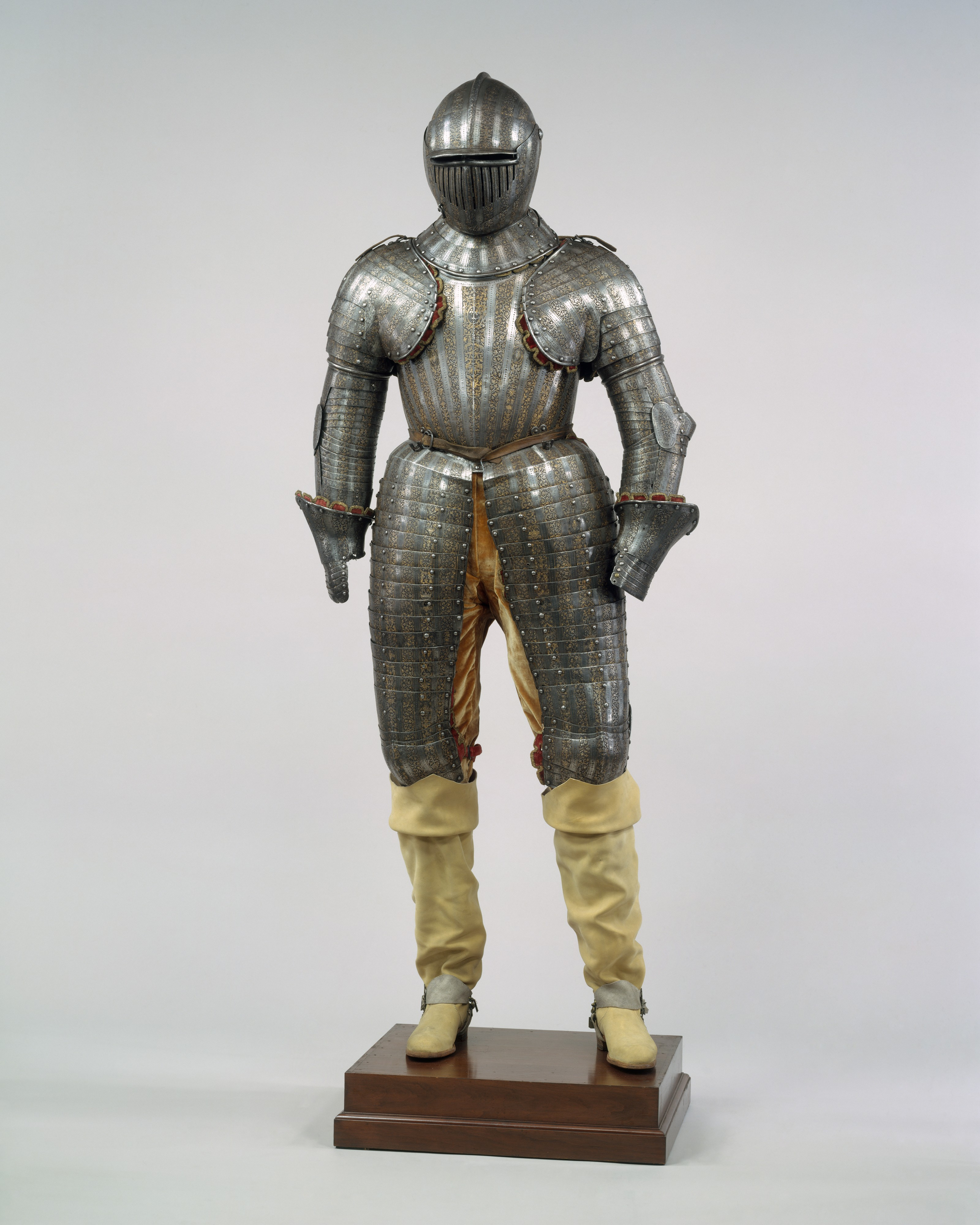
Zbroja trzy czwarte XVII w.
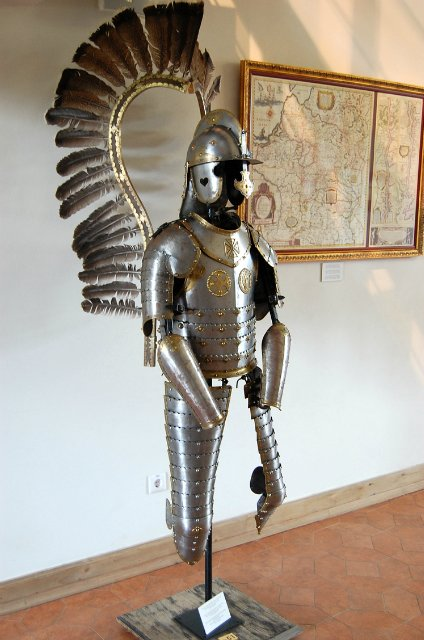
Zbroja husarska XVII w.
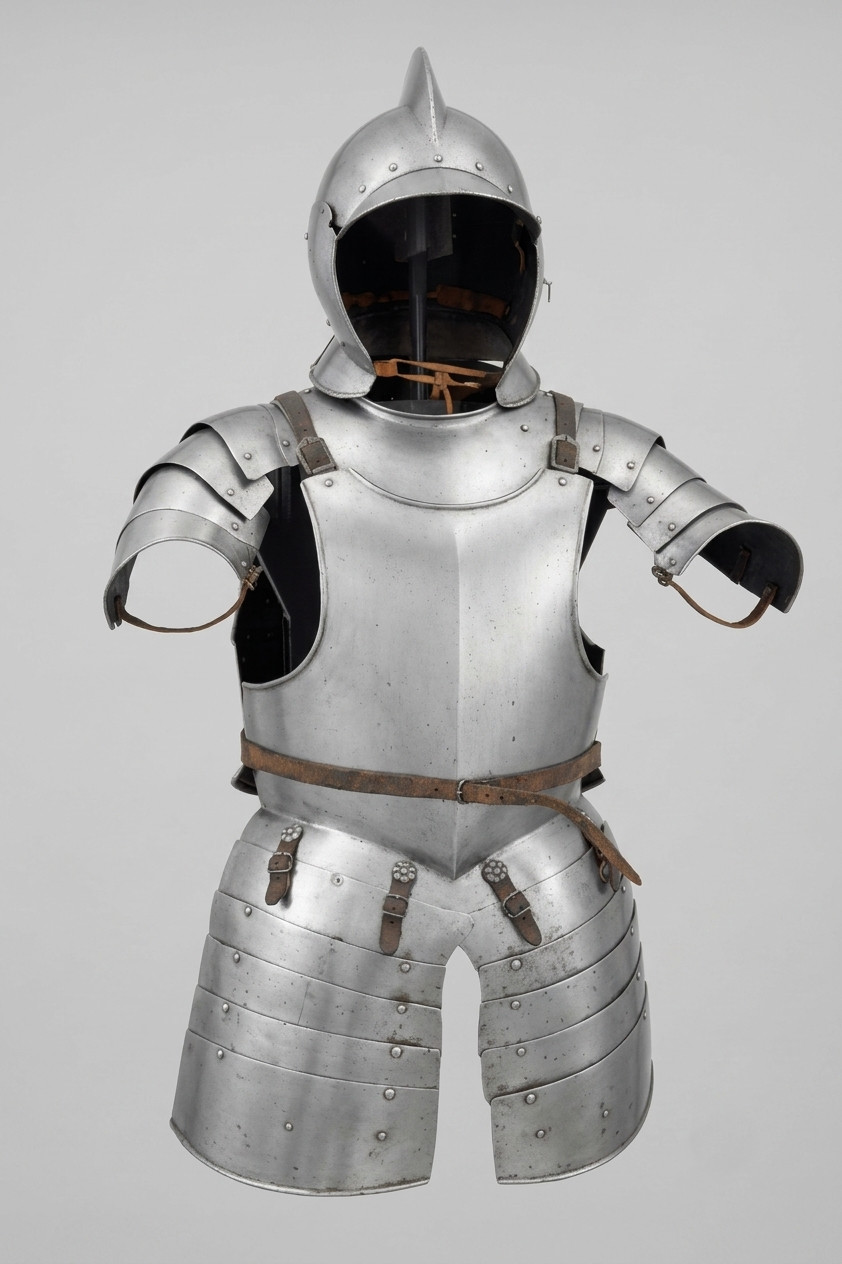
Półzbroja XVII w.
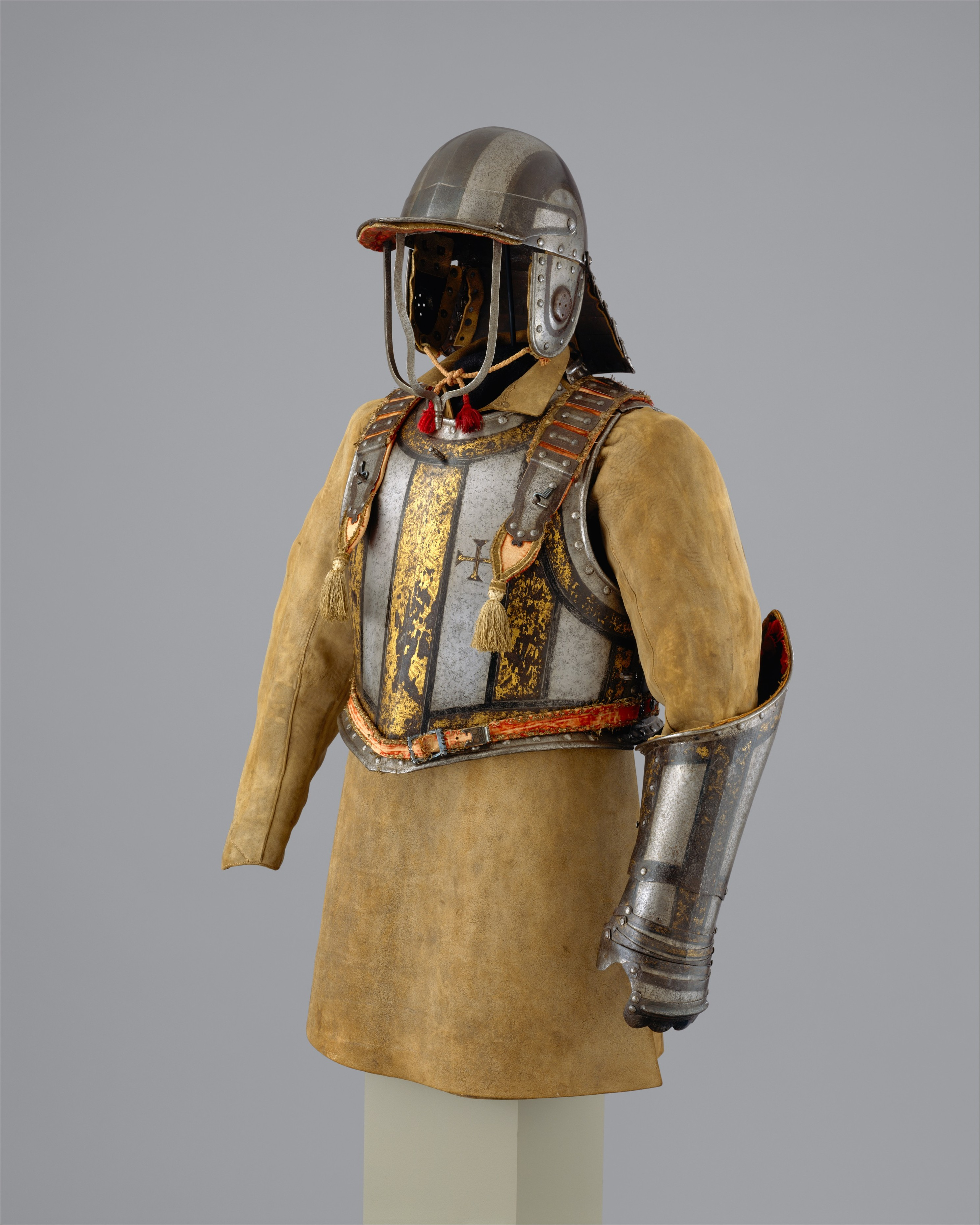
Zbroja arkebuzerska XVII w.
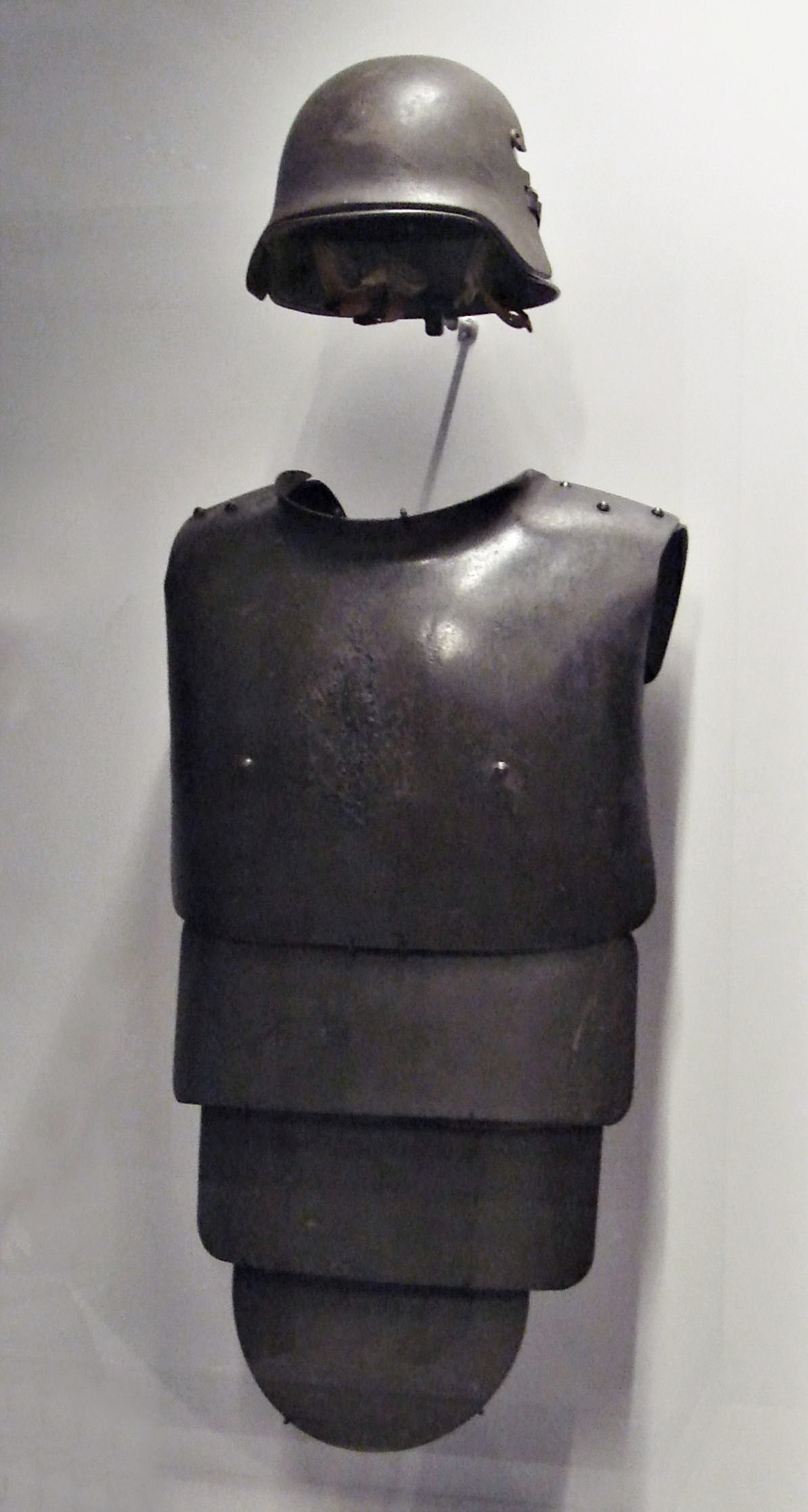
Pancerz okopowy (I wojna światowa)